# Hemiblabera
Hemiblabera es un género de insectos blatodeos (cucarachas) de la familia Blaberidae, subfamilia Blaberinae. 
Siete especies pertenecen a este género:
- Hemiblabera brunneri (Saussure, 1869)
- Hemiblabera capucina (Saussure, 1862)
- Hemiblabera granulata Saussure, 1893
- Hemiblabera pabulator Rehn & Hebard, 1927
- Hemiblabera roseni Princis, 1946
- Hemiblabera tenebricosa Rehn & Hebard, 1927
- Hemiblabera tristis Bonfils, 1969

## Distribución geográfica
Se pueden encontrar, según especies, en Antigua y Barbuda, Bahamas, Brasil, Haití, Puerto Rico y San Vicente y las Granadinas, así como en territorio estadounidense en el estado de Florida y las Islas de Sotavento, Saint John y Saint Thomas.